# Taepodong-2
Taepodong-2 (đọc như Tê-pô-đông) là loại tên lửa tầm xa do Bắc Triều Tiên chế tạo. Đây là loại tên lửa thế hệ thứ hai của Taepodong-1. Ngày 5 tháng 7 năm 2006 cuộc thử nghiệm thất bại.

## Thiết kế
Tên lửa nặng 79.189 kg, có chiều dài khoảng 35.8m, đường kính từ 2,0 - 2,2m 
tốc độ là 7.927-8.980 m/s.

## Tầm bắn
Taepodong-2 có thể mang đầu đạn hạt nhân và có tầm bắn từ 6.000-9.000 km. Còn tên lửa ICBM Taepodong-2 đủ sức công phá các mục tiêu Mỹ không chỉ ở khu vực Thái Bình Dương mà cả các thành phố Chicago, bang Illinois, Hoa Kỳ...

## Lịch sử Taepodong-2
CHDCND Triều Tiên quan tâm tới chế tạo tên lửa từ những năm 1960. Tên lửa Scud B do Liên Xô cũ chế tạo được chuyển giao cho Bắc Triều Tiên. Tên lửa tầm ngắn Scud B với tầm bắn từ 280–300 km, đã được cải tiến thành tên lửa Scud C. Cuối năm 1980, CHDCND Triều Tiên đã chế tạo các tên lửa nhiều tầng, cứ sau 5 năm tên lửa thế hệ Scud mới lại ra đời.
Tháng 5 năm 1990, CHDCND Triều Tiên cho bắn thử tên lửa Nodong- hay còn gọi là Taepodong thế hệ 1 đầu tiên tại trung tâm bắn thử tên lửa Musudan Ri. Tháng 5 năm 1993 cũng tại trung tâm thử tên lửa Musudan Ri, CHDCND Triều Tiên đã thử thành công quả tên lửa Nodong đầu tiên.
Một ngày cuối tháng 5/ 2006, vệ tinh gián điệp của Mỹ và Nhật Bản đều chụp được những bức ảnh cho thấy CHDCND Triều Tiên đang nạp nhiên liệu lỏng vào một quả tên lửa lớn. Phân tích các dấu hiệu khác liên quan, các chuyên gia quân sự Mỹ, Nhật Bản và Hàn Quốc đi đến kết luận rằng CHDCND Triều Tiên đang chuẩn bị cho một cuộc thử tên lửa vượt đại châu (ICBM), thế hệ mới Taepodong-2.
Được biết Taepodong-2 có thể mang đầu đạn hạt nhân có tầm bắn từ 6.000-9.000 km. Với tầm bắn này, tên lửa ICBM Taepodong-2 đủ sức để công phá các mục tiêu Mỹ không chỉ ở khu vực Thái Bình Dương mà cả các thành phố Chicago, bang Illinois, Hoa Kỳ. Sự thật về năng lực tên lửa của CHDCND Triều Tiên đến nay thế nào không ai dám nói chắc. Tuy nhiên có một điều mà ai cũng phải thừa nhận là CHDCND Triều Tiên đã nhiều lần thử thành công tên lửa Taepodong-1 tầm bắn khoảng 2.000 km. Hơn nữa, gần đây phía Bình Nhưỡng công khai thừa nhận rằng họ đã có một số đầu đạn hạt nhân.CHDCND Triều Tiên bắt đầu quan tâm tới việc chế tạo tên lửa từ những năm 1960. Không rõ bằng cách nào, những dàn tên lửa Scud B do Liên Xô chế tạo và cung cấp cho Ai Cập thời gian đó đã có mặt tại CHDCND Triều Tiên. Từ mẫu tên lửa tầm ngắn Scud B với tầm bắn từ 280 – 300 km, các chuyên gia quân sự CHDCND Triều Tiên đã cải tiến thành tên lửa Scud C. Từ đó công nghệ chế tạo tên lửa của CHDCND Triều Tiên không ngừng phát triển. Cuối những năm 1980, CHDCND Triều Tiên đã đạt đến trình độ chế tạo các tên lửa nhiều tầng. Trung bình cứ sau 5 năm tên lửa thế hệ Scud lại được nâng cấp một lần. Tên lửa Scud B và Scud C đã được triển khai hàng loạt ở phía Bắc bán đảo Triều Tiên thời gian đó.

### Những thử nghiệm đầu tiên
Tại CHDCND Triều Tiên, Học viện Khoa học Tự nhiên số 2 - trước đây là Học viện Khoa học quốc phòng - chịu trách nhiệm nghiên cứu và chế tạo các loại vũ khí. Tuy nhiên, khoảng cuối những năm 1980, một cơ sở nghiên cứu vũ khí khác có biệt danh là "Nhà máy số 7" hay còn gọi là Trung tâm nghiên cứu và phát triển San Um Dong- là nơi lần đầu tiên đưa ra mẫu của một loại tên lửa tầm xa thời kỳ đầu mang tên Paektusan để thay thế cho các thế hệ tên lửa Scud. Từ mẫu thiết kế của "Nhà máy số 7", Học viện Khoa học tự nhiên số 2 đã chế tạo thành công tên lửa Taepodong trên cơ sở kinh nghiệm chế tạo các tên lửa thế hệ Scud vốn bị coi là vừa không bắn được xa, vừa thiếu chính xác. Đây chính là loại tên lửa tầm xa đầu tiên của CHDCND Triều Tiên còn được gọi với các tên khác nhau tùy thuộc từng thế hệ như tên lửa Taepodong đời đầu hay tên lửa Nodong.Tháng 5/1990, CHDCND Triều Tiên cho bắn thử tên lửa Nodong- hay còn gọi là Taepodong thế hệ 1 đầu tiên tại trung tâm bắn thử tên lửa Musudan Ri. Các vệ tinh gián điệp Mỹ theo dõi rất chặt diễn biến của cuộc thử vũ khí này. Theo đánh giá của các chuyên gia quân sự Mỹ thì cuộc thử tên lửa Nodong đầu tiên này đã thất bại. Ba năm sau, vào khoảng cuối tháng 5/1993 cũng tại trung tâm thử tên lửa Musudan Ri, CHDCND Triều Tiên đã thử thành công quả tên lửa Nodong đầu tiên. Sau khi đã hiệu chỉnh và thay đổi một số thiết kế cho phù hợp, tháng 3/1994 Bình Nhưỡng lại tiến hành vụ thử mới với tên lửa Nodong. Lần này, có các chuyên gia quân sự từ Iran và Pakistan được mời tới quan sát. Sau lần thử này đúng một năm, các vệ tinh do thám Mỹ đã xác định được rằng CHDCND Triều Tiên đã sở hữu tên lửa tầm xa thế hệ Taepodong-1. Thông tin này được củng cố nhờ các hình ảnh mà vệ tinh do thám của Mỹ thu được hồi tháng 6 năm 1994 về việc Bình Nhưỡng thử các động cơ tên lửa cho cả hai loại Paektusan-1 và Taepodong-2.Các chuyên gia cho rằng CHDCND Triều Tiên sẽ khó mà chế tạo thành công tên lửa Nodong nếu không có sự trợ giúp to lớn từ các nước ngoài. Một tài liệu nói rằng Bình Nhưỡng đã nhận được sự giúp đỡ nói trên từ Nga, Trung Quốc, Aicập, và Iran. Sự giúp đỡ bao gồm từ việc Trung Quốc giúp đào tạo kỹ thuật trong lĩnh vực khoa học không gian, Hiệp hội những kiều dân Triều Tiên định cư tại Nhật Bản cung cấp các vi mạch và chíp điện tử đặc dụng, Iran giúp đỡ về tài chính, v.v. Nhờ đó mà CHDCND Triều Tiên có trong tay các loại máy công cụ chính xác do nước ngoài sản xuất rất cần thiết cho việc chế tạo tên lửa.